# Estación de Ginebra-Aeropuerto
La estación de Ginebra-Aeropuerto es una estación ferroviaria suiza que sirve al Aeropuerto Internacional de Ginebra, estando situada en la comuna del Grand-Saconnex, en las inmediaciones de Ginebra, en el Cantón de Ginebra.
La estación fue abierta en el año 1987, y es la estación término de un ramal construido para comunicarla con la estación de Ginebra. Es una estación soterrada, ubicada bajo la terminal de pasajeros del aeropuerto.
Cuenta con servicios como venta de billetes, información al viajero, agencia de viajes o consigna.

## Servicios ferroviarios
Esta estación es el término o el inicio de numerosas relaciones ferroviarias de los SBB-CFF-FFS  que la conectan con gran parte del territorio suizo, ya sean de larga o media distancia, debido a que actúa como estación colateral de Ginebra-Cornavin, y la gran mayoría de los trenes que operan los Ferrocarriles Federales Suizos con destino Ginebra prosiguen el viaje hasta esta estación, y es por esto que se puede acceder desde la misma a trenes con destino a Zúrich, Lucerna, Lausana, Berna, Basilea, Brig o San Galo.

### Servicios de larga distancia
- EC Ginebra-Aeropuerto - Ginebra-Cornavin - Lausana - Montreux - Sion - Brig - Milán ( - Venecia-Santa Lucía). Se presta varias veces al día por sentido.
- ICN San Galo - Gossau - Wil - Winterthur - Zúrich-Aeropuerto - Zúrich - Aarau - Olten - Soleura - Biel/Bienne - Neuchâtel - Yverdon-les-Bains - Morges - Nyon - Ginebra-Cornavin - Ginebra-Aeropuerto. Servicios cada hora en cada sentido. Hay un tren cada dos horas.
- ICN Ginebra-Aeropuerto - Ginebra-Cornavin - Nyon - Morges - Yverdon-les-Bains - Neuchâtel - Biel/Bienne - Grenchen Nord - Moutier - Delémont - Laufen - Basilea-SBB. Hay un tren cada dos horas.
- IC San Galo - Gossau - Flawil - Uzwil - Wil - Winterthur - Zúrich-Aeropuerto - Zúrich - Berna - Friburgo - Lausana - Ginebra-Cornavin - Ginebra-Aeropuerto. Servicios cada hora por cada dirección.
- IR Ginebra-Aeropuerto - Ginebra-Cornavin - Nyon - Morges - Lausana - Vevey - Montreux - Aigle - Martigny - Sion - Sierre - Leuk - Visp - Brig.
- IR Ginebra-Aeropuerto - Ginebra-Cornavin - Lausana - Palézieux - Romont - Friburgo - Berna - Zofingen - Sursee - Lucerna.

### Servicios Regionales
- RE Ginebra-Aeropuerto - Ginebra-Cornavin - Coppet - Nyon - Morges - Lausana - Vevey.